# OR4C13
OR4C13 (англ. Olfactory receptor family 4 subfamily C member 13) – білок, який кодується однойменним геном, розташованим у людей на короткому плечі 11-ї хромосоми. Довжина поліпептидного ланцюга білка становить 309 амінокислот, а молекулярна маса — 34 582.
| 10         |  | 20         |  | 30         |  | 40         |  | 50         |
| ---------- |  | ---------- |  | ---------- |  | ---------- |  | ---------- |
| MANRNNVTEF |  | ILLGLTENPK |  | MQKIIFVVFS |  | VIYINAMIGN |  | VLIVVTITAS |
| PSLRSPMYFF |  | LAYLSFIDAC |  | YSSVNTPKLI |  | TDSLYENKTI |  | LFNGCMTQVF |
| GEHFFRGVEV |  | ILLTVMAYDH |  | YVAICKPLHY |  | TTVMKQHVCS |  | LLVGVSWVGG |
| FLHATIQILF |  | ICQLPFCGPN |  | VIDHFMCDLY |  | TLINLACTNT |  | HTLGLFIAAN |
| SGFICLLNCL |  | LLLVSCVVIL |  | YSLKTHSLEA |  | RHEALSTCVS |  | HITVVILSFI |
| PCIFVYMRPP |  | ATLPIDKAVA |  | VFYTMITSML |  | NPLIYTLRNA |  | QMKNAIRKLC |
| SRKAISSVK  |  |            |  |            |  |            |  |            |

A: Аланін

C: Цистеїн

D: Аспарагінова кислота

E: Глутамінова кислота

F: Фенілаланін

G: Гліцин

H: Гістидин

I: Ізолейцин

K: Лізин

L: Лейцин

M: Метіонін

N: Аспарагін

P: Пролін

Q: Глутамін

R: Аргінін

S: Серин

T: Треонін

V: Валін

W: Триптофан

Кодований геном білок за функціями належить до рецепторів, g-білокспряжених рецепторів, білків внутрішньоклітинного сигналінгу. 
Локалізований у клітинній мембрані, мембрані.